# Kahlúa

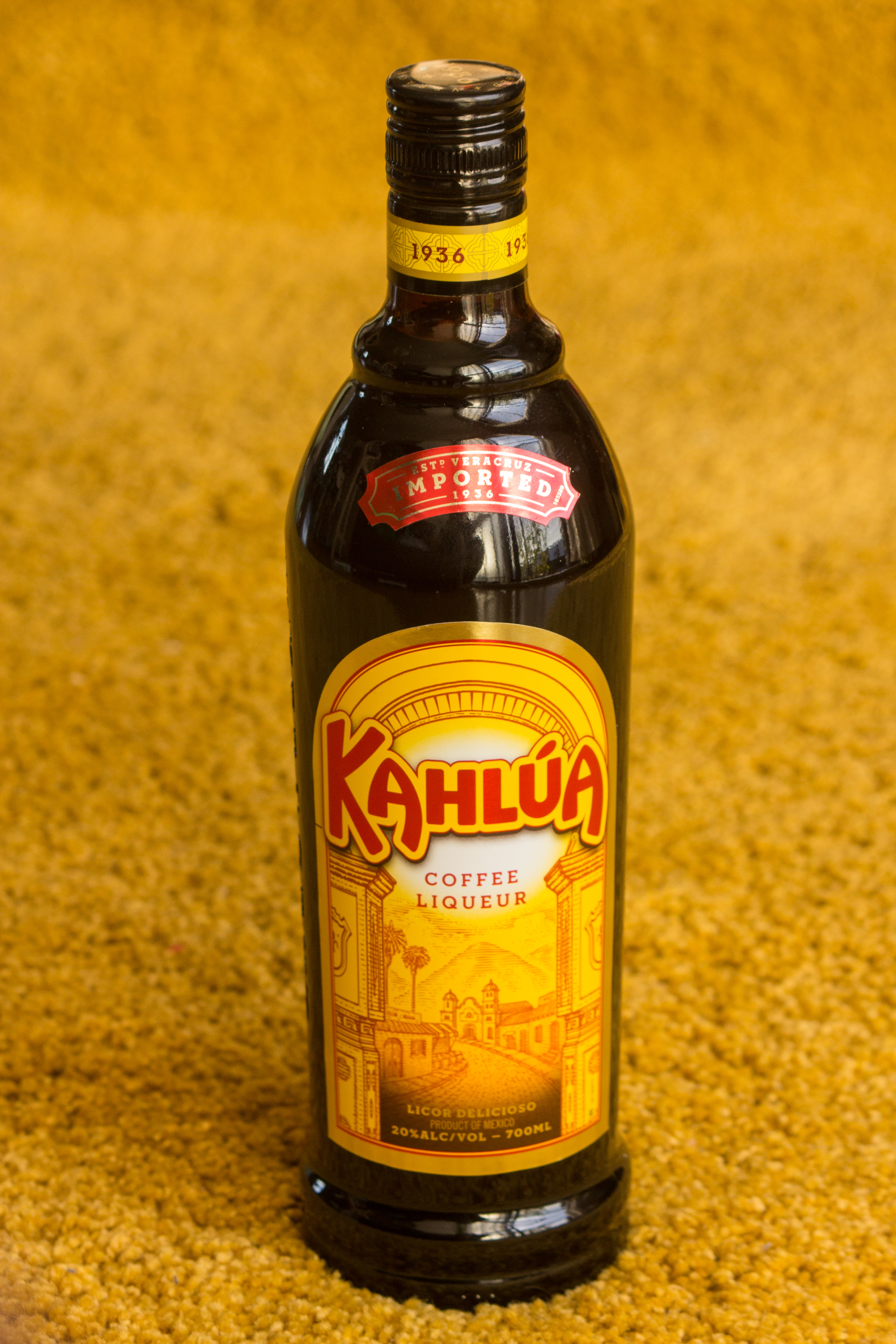
Kahlúa

Kahlúa (Kahlua) – słodki likier kawowy wytwarzany w Veracruz w Meksyku od roku 1936. Smak wyraźnie odmienny od innych likierów kawowych. Zawiera 16% alkoholu. Bardzo często podawany jako składnik drinka Black Russian, White Russian lub Mudslide. Od 2005 roku marka należy do koncernu Pernod Ricard.